# SpaceX Crew-2
SpaceX Crew-2 o USCV-2 (United States Crew Vehicle mission 2), è la seconda missione operativa con equipaggio della capsula Crew Dragon di SpaceX. Il lancio, avvenuto il 23 aprile 2021 alle 09:49:02 UTC, ha portato i quattro membri dell'equipaggio sulla Stazione Spaziale Internazionale (il docking è avvenuto il 24 aprile 2021 09:08 UTC). Gli astronauti hanno così preso parte all'Expedition 65..
Al suo termine, la missione ha segnato nuovi record: il più lungo volo effettuato da una navetta statunitense con equipaggio, 199 giorni, la prima del programma Commercial Crew Development con equipaggio proveniente da due partner internazionali, la prima dove due equipaggi di diverse missioni commerciali (Crew-1 e Crew-2), con le relative navette, si sono trovati contemporaneamente sulla Stazione Spaziale Internazionale, la prima dove sono stati riutilizzati sia la navetta Crew Dragon (impiegata nella missione Demo 2) sia il vettore Falcon 9 (impiegato nella missione Crew-1).

## Equipaggio
| Ruolo                     | Equipaggio                        | Equipaggio                        |
| ------------------------- | --------------------------------- | --------------------------------- |
| Comandante                | Robert Kimbrough, NASA Terzo volo | Robert Kimbrough, NASA Terzo volo |
| Pilota                    | Megan McArthur, NASA Secondo volo | Megan McArthur, NASA Secondo volo |
| Specialista di missione 1 | Akihiko Hoshide, JAXA Terzo volo  | Akihiko Hoshide, JAXA Terzo volo  |
| Specialista di missione 2 | Thomas Pesquet, ESA Secondo volo  | Thomas Pesquet, ESA Secondo volo  |

Il 28 luglio 2020 la NASA ha designato come membri dell'equipaggio della missione gli americani Kimbrough e McArthur, il francese Pesquet e il giapponese Hoshide. Kimbrough è un veterano di due missioni spaziali, una di breve durata sullo Space Shuttle (STS-126) e una di lunga durata sulla Sojuz MS-02 (Expedition 49/50) in cui ha ricoperto il ruolo di comandante dell'Expedition 50. McArthur ha alle spalle la missione di riparazione dell'Hubble STS-125, dove ha ricoperto il ruolo di responsabile robotico durante le delicate procedure di aggancio e sgancio del telescopio con il Remote Manipulator System. Il francese Pesquet ha partecipato ad una missione di lunga durata sulla ISS nel 2017 per le Expedition 50/51, durante la quale ha lavorato in orbita fianco a fianco con Kimbrough. Hoshide ha preso parte a tre missioni spaziali, una sullo Shuttle (STS-124), una di lunga durata sulla Soyuz TMA-03M (Expedition 32/33). Durante la missione Crew-2 (Expedition 65) ha assunto il comando della Stazione Spaziale Internazionale.
Robert Kimbrough, Megan McArthur, Akihiko Hoshide e Thomas Pesquet si sono uniti all'equipaggio della Expedition 65 composto da Shannon Walker, Michael Hopkins, Victor Glover e Mark Vande Hei della NASA, Soichi Noguchi della JAXA e i cosmonauti Oleg Novitskiy e Pyotr Dubrov di Roscosmos.
Per un breve periodo, il numero di membri dell'equipaggio sulla stazione spaziale è arrivato a 11 persone, fino al ritorno sulla Terra dell'equipaggio della Crew-1, composto da Walker, Hopkins, Glover e Noguchi.
Questa è stata la seconda missione dell'equipaggio commerciale alla quale prende parte un astronauta JAXA. Quando Hoshide ha raggiunto sulla stazione Noguchi, per la prima volta due astronauti JAXA si sono trovati presenti contemporaneamente sulla ISS.

## Missione
Il lancio, inizialmente previsto per il 22 aprile 2021, è stato rinviato di circa 24 ore a causa delle condizioni meteo avverse nella zona di recupero in mare. Il successivo 23 aprile 2021 alle 11:52 (ora Italiana) il Falcon 9 con la Crew Dragon Endeavour è decollato dal Pad 39A del Kennedy Space Center. Circa 7 minuti dopo il lancio il primo stadio del Falcon 9 è atterrato autonomamente sulla chiatta galleggiante Of Course I Still Love You che era posizionata nell'Oceano Atlantico, a circa 44 chilometri dalla costa orientale della Florida.
il 24 aprile 2021 dopo un viaggio durato circa 23 ore, la navetta Endeavour ha eseguito con successo un rendez-vous autonomo attraccando tramite l'International Docking Adapter (IDA) al modulo Harmony della Stazione spaziale internazionale (ISS) intorno alle 11:10 ora italiana.

### Sequenza temporale
| Tempo di missione (Mission Elapsed Time) | Tempo    | Tempo    | Data (UTC)     | Evento |
| Tempo di missione (Mission Elapsed Time) | EDT      | UTC      | Data (UTC)     | Evento |
| ---------------------------------------- | -------- | -------- | -------------- | --- |
| −06:40:00                                | 23:09:00 | 3:09:00  | 23 aprile 2021 | Risveglio dell'equipaggio |
| −05:30:00                                | 0:19:02  | 4:19:02  | 23 aprile 2021 | Briefing sulla preparazione al lancio CE                                                                                      |
| −05:00:00                                | 0:49:02  | 4:49:02  | 23 aprile 2021 | Avvio shift sulla console |
| −04:59:59                                | 0:49:03  | 4:49:03  | 23 aprile 2021 | Allineamento della IMU e configurazione per il lancio.                                                                        |
| −04:30:00                                | 1:19:02  | 4:19:02  | 23 aprile 2021 | Pressurizzazione del propellente                                                                                              |
| −04:20:00                                | 1:29:02  | 4:29:02  | 23 aprile 2021 | Informazioni meteorologiche per l'equipaggio                                                                                  |
| −04:10:00                                | 1:39:02  | 5:39:02  | 23 aprile 2021 | Trasferimento dell'equipaggio                                                                                                 |
| −04:00:00                                | 1:49:02  | 5:49:02  | 23 aprile 2021 | Vestizione e checkout |
| −03:20:00                                | 2:29:02  | 5:29:02  | 23 aprile 2021 | Uscita dell'equipaggio dal Neil Armstrong Operations and Checkout Building                                                    |
| −03:15:00                                | 2:34:02  | 5:34:02  | 23 aprile 2021 | Trasporto dell'equipaggio al complesso di lancio 39 (LC-39A) con Tesla Model X con targa "RECYCLE"                            |
| −02:55:00                                | 2:54:02  | 6:54:02  | 23 aprile 2021 | Arrivo dell'equipaggio sulla piattaforma di lancio                                                                            |
| −02:35:00                                | 3:14:02  | 7:14:02  | 23 aprile 2021 | Ingresso dell'equipaggio nella navetta                                                                                        |
| −02:20:00                                | 3:29:02  | 7:29:02  | 23 aprile 2021 | Controllo delle comunicazioni                                                                                                 |
| −02:15:00                                | 3:34:02  | 7:34:02  | 23 aprile 2021 | Verifica che sia pronto per la rotazione del sedile                                                                           |
| −02:14:00                                | 3:35:02  | 7:35:02  | 23 aprile 2021 | Verifica delle perdite della tuta                                                                                             |
| −01:55:00                                | 3:54:02  | 7:54:02  | 23 aprile 2021 | Chiusura portello |
| −01:10:00                                | 4:39:02  | 8:39:02  | 23 aprile 2021 | Caricamento dello stato della ISS su Dragon                                                                                   |
| −00:45:00                                | 5:04:02  | 9:04:02  | 23 aprile 2021 | Verifica del carico di propellente                                                                                            |
| −00:42:00                                | 5:07:02  | 9:07:02  | 23 aprile 2021 | Ritrazione del braccio di accesso dell'equipaggio                                                                             |
| −00:38:00                                | 5:11:02  | 9:11:02  | 23 aprile 2021 | Il sistema di fuga del lancio del drago è armato.                                                                             |
| −00:35:00                                | 5:14:02  | 9:14:02  | 23 aprile 2021 | Inizio del caricamento di RP-1 (cherosene di grado missilistico); Inizio del caricamento dell'ossigeno liquido nel 1º stadio. |
| −00:16:00                                | 5:33:02  | 9:33:02  | 23 aprile 2021 | Inizio del caricamento dell'ossigeno liquido nel secondo stadio.                                                              |
| −00:07:00                                | 5:42:02  | 9:42:02  | 23 aprile 2021 | Avviamento del sistema di raffreddamento del propulsore del Falcon 9                                                          |
| −00:05:00                                | 5:44:02  | 9:44:02  | 23 aprile 2021 | Passaggio all'alimentazione interno dalla navetta                                                                             |
| −00:01:00                                | 5:48:02  | 9:48:02  | 23 aprile 2021 | Inizio dei controlli preliminari; Inizio della pressurizzazione del serbatoio del propellente alla pressione di volo.         |
| −00:00:45                                | 5:48:17  | 9:48:17  | 23 aprile 2021 | Verifica finale del lancio da parte del direttore del lancio.                                                                 |
| −00:00:03                                | 5:48:59  | 9:48:59  | 23 aprile 2021 | Inizio sequenza di accensione del propulsore.                                                                                 |
| +00:00:00                                | 5:49:02  | 9:49:02  | 23 aprile 2021 | Decollo |
| +00:01:02                                | 5:50:04  | 9:50:04  | 23 aprile 2021 | Max Q (momento di massima sollecitazione meccanica sul razzo)                                                                 |
| +00:02:36                                | 5:51:38  | 9:51:38  | 23 aprile 2021 | Spegnimento propulsore 1º stadio (MECO)                                                                                       |
| +00:02:39                                | 5:51:41  | 9:51:41  | 23 aprile 2021 | Separazione dal 1º stadio |
| +00:02:47                                | 5:51:49  | 9:51:49  | 23 aprile 2021 | Avvio del propulsore 2º stadio                                                                                                |
| +00:07:27                                | 5:56:29  | 9:56:29  | 23 aprile 2021 | Accensione propulsori del 1º stadio per iniziare il rientro.                                                                  |
| +00:08:47                                | 5:57:49  | 9:57:49  | 23 aprile 2021 | Spegnimento propulsore 2º stadio (SECO-1)                                                                                     |
| +00:09:03                                | 5:58:05  | 9:58:05  | 23 aprile 2021 | Accensione del propulsore del 1º stadio per l'atterraggio.                                                                    |
| +00:09:30                                | 5:58:32  | 9:58:32  | 23 aprile 2021 | Atterraggio del 1º stadio |
| +00:11:58                                | 6:01:00  | 10:01:00 | 23 aprile 2021 | Separazione dal 2º stadio |
| +00:13:02                                | 6:02:04  | 10:02:04 | 23 aprile 2021 | Inizio della sequenza di apertura del cono anteriore                                                                          |
| +1/                                      | 03:31    | 07:31    | 24 aprile 2021 | Inizio della fase finale dell'avvicinamento alla ISS.                                                                         |
| +1/03:33                                 | 05:08    | 09:08    | 24 aprile 2021 | Inizio attracco alla ISS ("Soft Capture")                                                                                     |
| +1/03:33                                 | 05:20    | 09:20    | 24 aprile 2021 | Termine attracco alla ISS |
| +1/05:34                                 | 07:15    | 11:15    | 24 aprile 2021 | Apertura portelli. |

### Rientro
A causa di ritardi dovuti alla situazione meteorologia e ad un lieve problema di salute di un astronauta della missione Crew-3, la NASA ha deciso di terminare la missione Crew-2 prima di lanciare la Crew-3. La navetta si è sganciata dalla stazione alle 19:05 UTC l'8 novembre 2021, ammarando al largo delle coste della Florida alle 03:33 UTC del 9 novembre.

## Galleria d'immagini

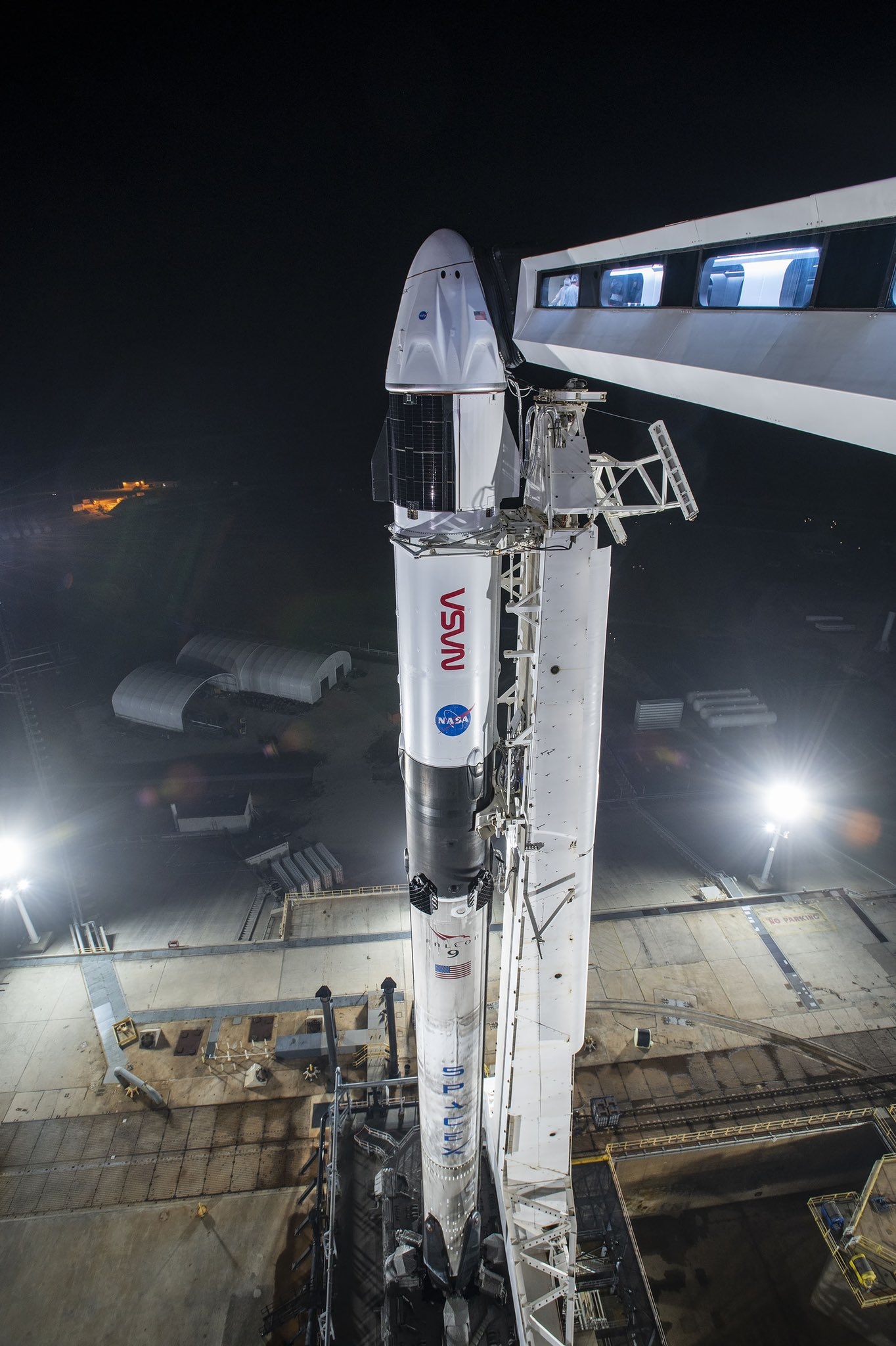
Missione SpaceX Crew-2 durante le operazioni di pre-volo
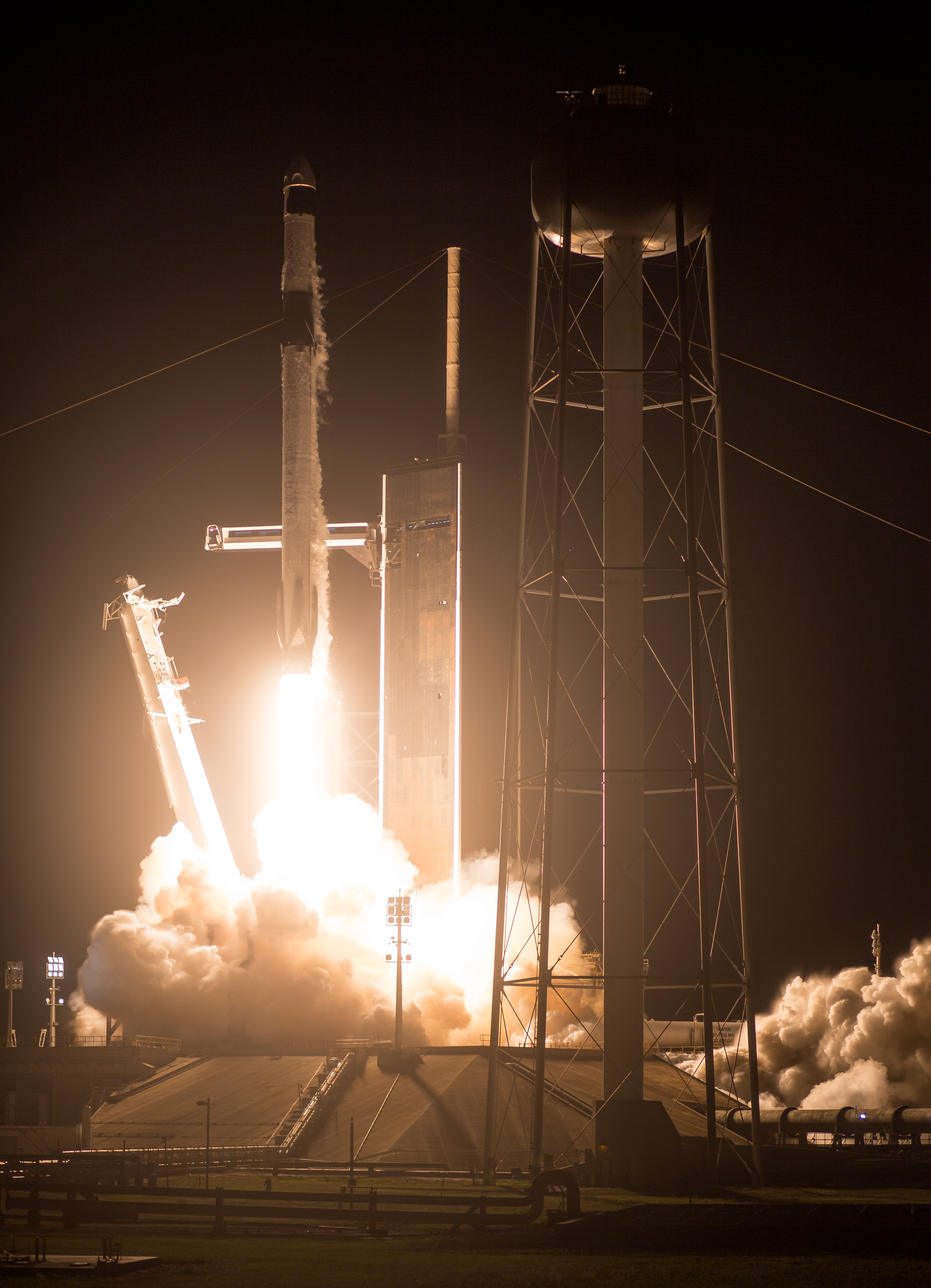
Lancio della navetta Endeavour dal Piattaforma LC-39A del Kennedy Space Center
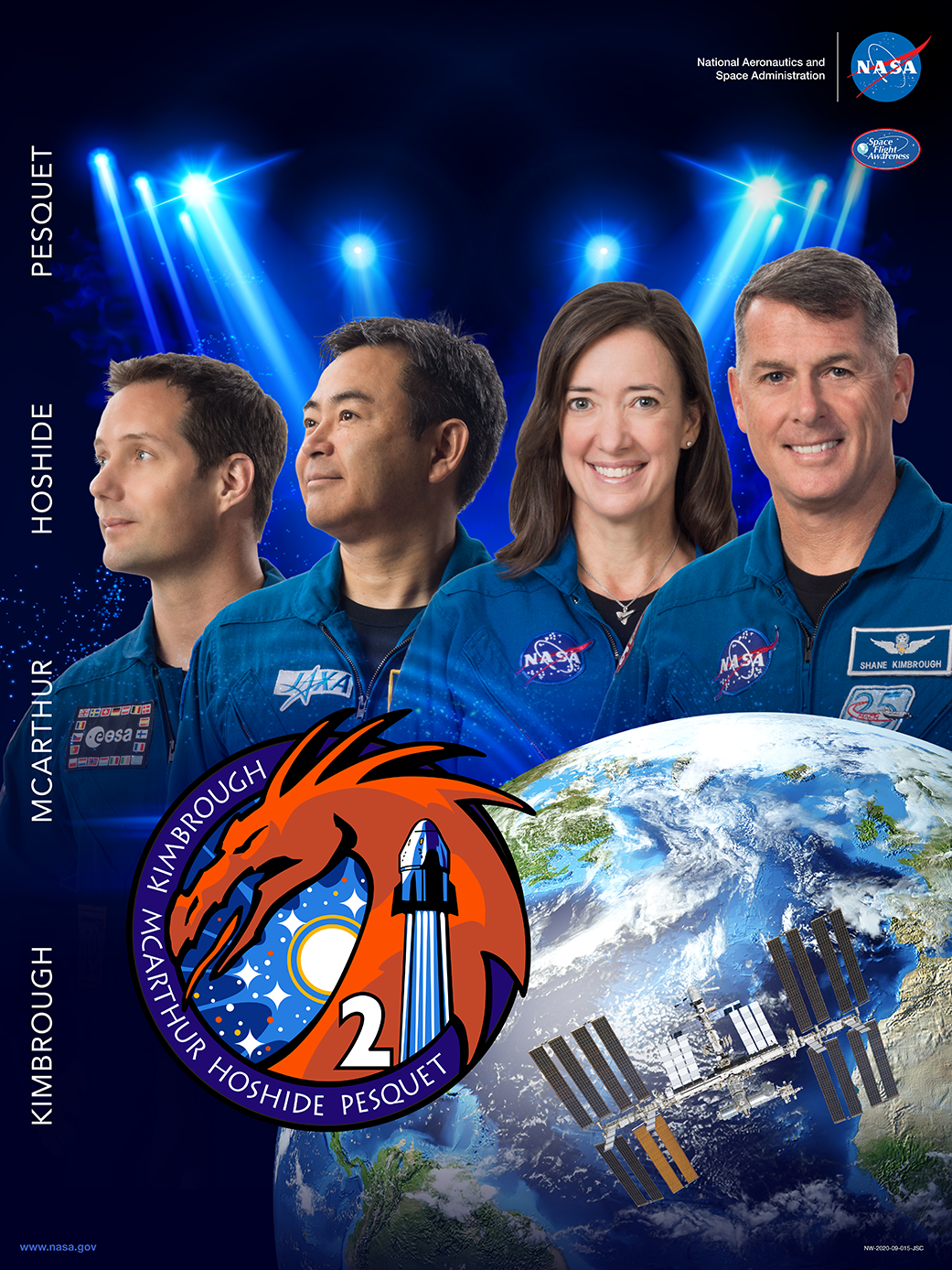
Poster promozionale della missione